# Eisner und Fellner
Moritz Eisner ist ein von Harald Krassnitzer gespielter fiktiver Kriminalbeamter aus der Krimi-Reihe Tatort. Außer in Wien ermittelt er auch in Innsbruck, in Linz, im weiteren Tiroler Umland sowie in Kärnten und der Steiermark.
Sein erster Fall Nie wieder Oper wurde am 17. Jänner 1999 ausgestrahlt. In seinem 24. Fall vom 6. März 2011, Vergeltung, arbeitete Eisner erstmals mit Bibi Fellner zusammen, verkörpert von Adele Neuhauser, von der er seitdem unterstützt wird. Zuletzt hat der für das Innenministerium arbeitende Eisner den Rang eines Oberstleutnants, während Fellner den eines Majors hat.

## Hintergrund
Der ORF schickt seit dem Beginn der Reihe im Herbst 1970 eigene Ermittler in den Tatort. Seit 1999 ermittelt Eisner, und da er als Spezialist gilt, wird er von seiner vorgesetzten Dienststelle immer wieder eingesetzt, wenn besonders schwierige Fälle zu lösen sind. Er ist deshalb nicht nur Mitglied der Wiener Mordkommission, sondern wird auch in andere österreichische Bundesländer geschickt, wo er ein jeweils eigens für ihn zusammengestelltes Team erhält.
Krassnitzer äußerte sich 2000 in einer Talkshow zu seiner Rolle folgendermaßen: „Er ist schlampig, hat Ecken und Kanten, ist angriffslustig, polemisch, kein Held, der coole Sprüche macht, der scheitert gerne und er kann über sich selber lachen – und das, finde ich, ist eine der schönsten Angelegenheiten, die im Charakter beinhaltet sind.“
Am 14. März 2021 ermittelte Eisner in seinem 50. Fall und gehört seitdem zu den vier Ermittlerteams mit mindestens 50 Fällen. Die anderen drei sind Batic und Leitmayr, Ballauf und Schenk sowie Lena Odenthal.
Im April 2025 wurde bekanntgegeben, dass das Ermittlerduo Moritz Eisner und Bibi Fellner Ende 2026 aufhören werde. Nach der Folge Messer sollen mit Wir sind nicht zu fassen! und Der Elektriker 2025 noch zwei weitere Folgen veröffentlicht werden, zwei Filme sollen 2025 gedreht und 2026 ausgestrahlt werden.

## Figuren

### Moritz Eisner

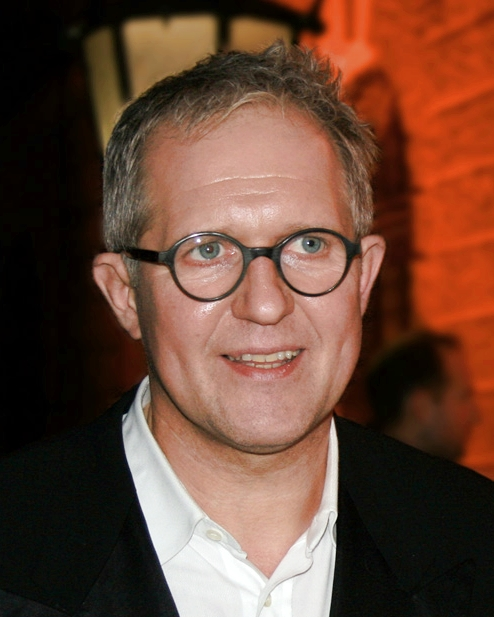
Harald Krassnitzer alias Moritz Eisner

In seinen frühen Fällen rangiert Moritz Eisner noch als Chefinspektor und zählt damit zur Gruppe der Dienstführenden Beamten (vergleichbar dem  mittleren Dienst der deutschen Polizei, siehe hier). Später avanciert er unvermittelt zum Major, dann Oberstleutnant, und rückt damit in die Gruppe der Leitenden Beamten auf (vergleichbar dem gehobenen und höheren Dienst der deutschen Polizei). Eisner überspringt dabei die Ränge Leutnant bis Hauptmann, ohne dass dies in einer Tatort-Folge thematisiert würde. 
Das Innenministerium setzt ihn als Sonderermittler ein. Eisner ist ein Eigenbrötler und folgt oft seiner Intuition, die nicht unerheblich für seinen Erfolg im Beruf ist. Durch seinen Wiener Schmäh hat er eine besondere Art, mit Tatverdächtigen umzugehen, und Vertrauen bei ihnen aufzubauen, was dazu führt, dass sie ihm mehr verraten, als sie vorhatten. Hin und wieder schleicht er sich auch inoffiziell in ihr Leben ein und erhält dadurch Informationen, die man einem Polizeibeamten nicht offenbart hätte. Von seinen Mitarbeitern und Vorgesetzten wird Eisner geschätzt; seine eher raue Art kommt aber nicht bei jedem gleich gut an. Ist er muffelig drauf, schnauzt er Mitarbeiter auch schon mal heftig an, was auch der Fall ist, wenn er nicht ausreichend Schlaf oder seinen geliebten Kaffee bekommen hat. Auch traut er Kollegen in der Regel nicht so viel zu wie sich selbst.
Mit seiner inzwischen erwachsenen Tochter Claudia, die zeitweise bei ihm lebt, versteht sich der Ermittler gut.
Von 1999 bis 2010 ermittelte Eisner mit wechselnden Kollegen, so in seinem vierten Fall Passion und seinem sechsten Fall Böses Blut mit der von Sophie Rois gespielten Kollegin Roxane Aschenwald. In seinem 21. Fall Kinderwunsch unterstützte ihn Gruppeninspektorin Karin Brandstätter, gespielt von Franziska Stavjanik. Seit 2011, respektive seinem 24. Fall, steht ihm seine Kollegin Bibi Fellner zur Seite.

### Bibi Fellner

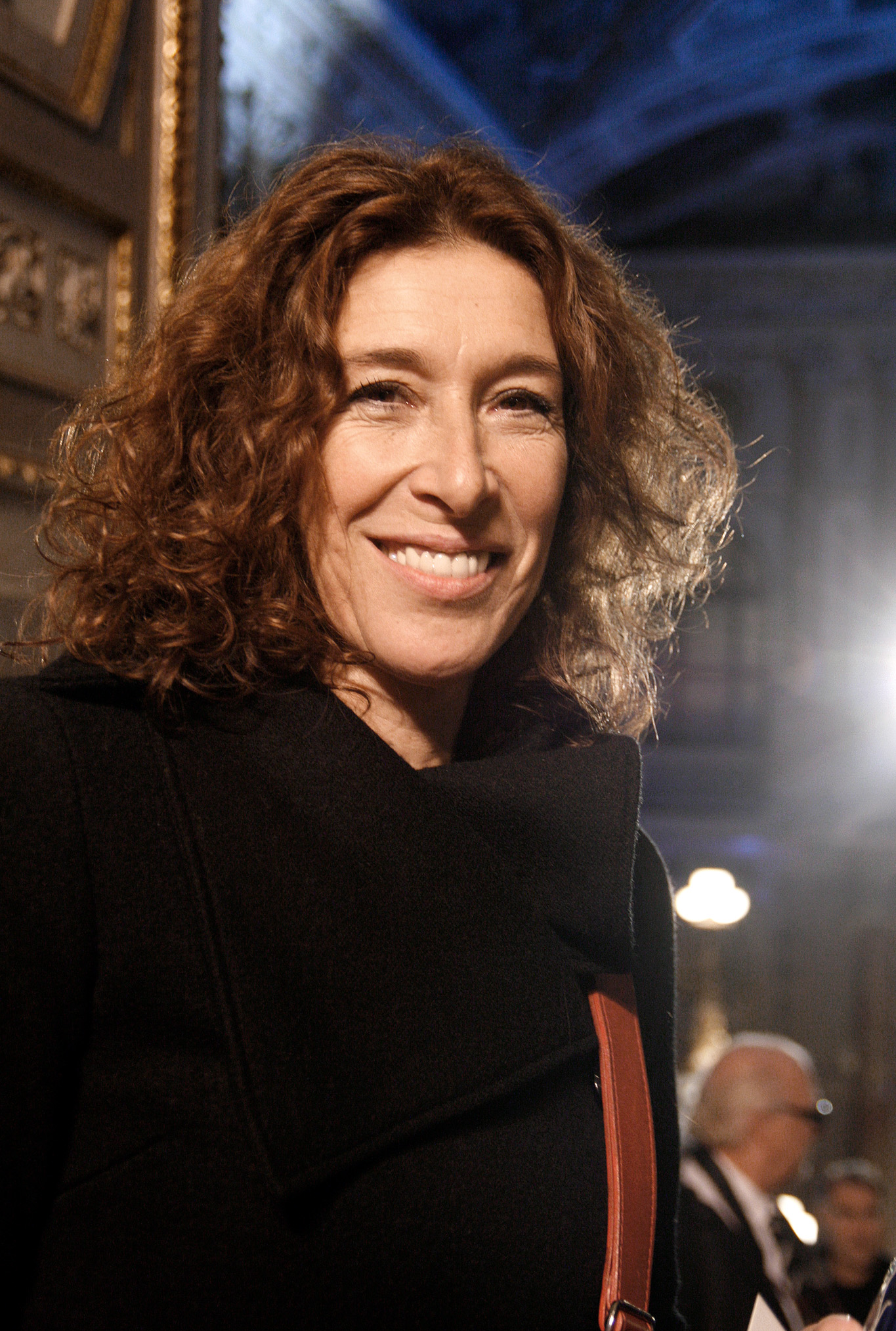
Adele Neuhauser alias Bibi Fellner

Major Bibi Fellner hat viele Jahre bei der Sittenpolizei gearbeitet, bevor sie Eisner an die Seite gestellt wird. Anfangs hat sie mit ihrer Alkoholabhängigkeit zu kämpfen, was zu ernsthaften Problemen zwischen ihr und Eisner führt, der sie zuerst nicht als Mitarbeiterin haben will. „Ich brauch’ einen Assistenten, kein Wrack!“, kommentiert er, als ihm Fellner in ihrem ersten gemeinsamen Fall Vergeltung zugewiesen wird. Nach einem ernsten Gespräch zwischen beiden glaubt er ihr, dass sie ihr Alkoholproblem in den Griff bekommen werde. Fellner ist sehr dünnhäutig und konnte das Elend, das ihr bei der Sitte täglich vor Augen geführt wurde, nur schwer ertragen, weshalb sie Zuflucht im Alkohol suchte.
Die Figur der Bibi Fellner wurde angelegt, weil Eisner in ihr eine Partnerin hat, mit der er „Erlebnisse reflektieren kann und weil eine Frau einen anderen Zugang zur Logik habe und emotionaler sei.“ Die Ermittlerin fährt einen Pontiac Firebird, der dem „Inkasso-Heinzi“ gehört, den sie von der Sitte kennt. Der befindet sich gerade im Gefängnis, sodass die herzensgute Bibi sich auch gleich um seine „Katzerln“ kümmert. Fellner redet nicht um den heißen Brei herum und im Umgang mit Verdächtigen hält sie nicht immer akribisch die Vorschriften ein.

### Weitere Figuren
- Oberst Ernst Rauter, Vorgesetzter von Eisner und Fellner, Leiter der Mordkommission des BK-Wien, Darsteller: Hubert Kramar, seit 2005
- Inspektor, später Oberstleutnant Franz Pfurtscheller, Polizist des BK-Tirol, Darsteller: Alexander Mitterer, 2002 bis 2011
- Stefan Slavik, Kriminaltechniker & Leiter der KTU des BK-Wien, Darsteller: Stefan Puntigam, seit 2012
- Claudia Eisner, Tochter von Moritz Eisner, Darstellerin: Sarah Tkotsch, 2005 bis 2010, sowie Tanja Raunig, 2011 bis 2017, 2024
- Heinz Stepanik, genannt „Inkasso-Heinzi“, Zuhälter und Kleinganove, Freund von Bibi Fellner, Darsteller: Simon Schwarz, seit 2011
- Manfred Schimpf, Chefinspektor, Darsteller: Thomas Stipsits, 2012 bis 2020
- Dr. Renata Lang, Gerichtsmedizinerin, Darstellerin: Gundula Rapsch, 1999 bis 2002[8]
- Suza Binder, Gruppeninspektorin, Darstellerin: Loretta Pflaum, 1999 bis 2001
- Norbert Dobos, Bezirksinspektor, Darsteller: Alois Frank, 1999 bis 2001
- Wolfgang Schremser, Sektionschef der Sonderkommission des Innenministeriums, Darsteller: August Schmölzer, 1999 bis 2004
- Stefanie Gschnitzer, Gruppeninspektorin, Darstellerin: Roswitha Szyszkowitz, 2002 bis 2003
- Meret Schande, Kriminalassistentin, Darstellerin: Christina Scherrer, 2017, seit 2021
- Gerold Schubert, Verfassungsschützer, Darsteller: Dominik Warta, 2017, 2020 und 2025.

## Fälle
| Fall | Titel                     | Schauplatz             | Erstausstrahlung | Folge | Drehbuch                                           | Regie                     | Besonderheiten                                                                                                  |
| ---- | ------------------------- | ---------------------- | ---------------- | ----- | -------------------------------------------------- | ------------------------- | --- |
| 1    | Nie wieder Oper           | Wien                   | 17. Jän. 1999    | 404   | Robert Pejo, Peter Conolly-Smith                   | Robert Pejo               | |
| 2    | Absolute Diskretion       | Wien                   | 27. Jun. 1999    | 415   | Roland Gugganig, Rudolf John                       | Peter Payer               | |
| 3    | Der Millenniumsmörder     | Wien                   | 30. Jän. 2000    | 435   | Peter Moser                                        | Thomas Roth               | |
| 4    | Passion                   | Tirol                  | 30. Jul. 2000    | 448   | Felix Mitterer                                     | Ilse Hofmann              | ohne Binder, Dobos und Lang                                                                                     |
| 5    | Nichts mehr im Griff      | Wien                   | 28. Jän. 2001    | 462   | Peter Zingler                                      | Walter Bannert            | |
| 6    | Böses Blut                | Tirol                  | 22. Jul. 2001    | 475   | Felix Mitterer                                     | Peter Sämann              | |
| 7    | Tödliche Tagung           | Steiermark             | 14. Apr. 2002    | 497   | Lukas Alexander                                    | Robert Adrian Pejo        | |
| 8    | Elvis lebt!               | Tirol                  | 11. Jul. 2002    | 504   | Felix Mitterer                                     | Peter Sämann              | Erster Fall mit Franz Pfurtscheller                                                                             |
| 9    | Tödliche Souvenirs        | Tirol                  | 22. Jun. 2003    | 536   | Felix Mitterer                                     | Peter Sämann              | |
| 10   | Tod unter der Orgel       | Kärnten                | 14. Mär. 2004    | 560   | Alrun Fichtenbauer                                 | Walter Bannert            | |
| 11   | Der Wächter der Quelle    | Tirol                  | 08. Aug. 2004    | 572   | Felix Mitterer, Holger Barthel                     | Holger Barthel            | |
| 12   | Die schlafende Schöne     | Wien                   | 29. Mai 2005     | 599   | Dieter Berner                                      | Dieter Berner             | Erstes Auftreten von Eisners Tochter Claudia                                                                    |
| 13   | Der Teufel vom Berg       | Tirol                  | 07. Aug. 2005    | 604   | Felix Mitterer                                     | Thomas Roth               | |
| 14   | Tödliches Vertrauen       | Wien                   | 14. Mai 2006     | 631   | Thomas Baum                                        | Holger Barthel            | |
| 15   | Tod aus Afrika            | Tirol                  | 02. Jul. 2006    | 635   | Felix Mitterer                                     | Andreas Prochaska         | |
| 16   | Familiensache             | Wien                   | 20. Mai 2007     | 666   | Thomas Roth                                        | Thomas Roth               | |
| 17   | Tödliche Habgier          | Tirol                  | 24. Jun. 2007    | 669   | Felix Mitterer                                     | Wolfgang Murnberger       | |
| 18   | Exitus                    | Wien                   | 04. Mai 2008     | 697   | Thomas Roth                                        | Thomas Roth               | |
| 19   | Granit                    | Tirol                  | 21. Dez. 2008    | 715   | Felix Mitterer                                     | Fabian Eder               | mit Schauspielerin Adele Neuhauser (Bibi Fellner) als Frau Pechtl                                               |
| 20   | Baum der Erlösung         | Tirol                  | 04. Jän. 2009    | 717   | Felix Mitterer                                     | Harald Sicheritz          | thematisiert den Minarettstreit von Telfs                                                                       |
| 21   | Kinderwunsch              | Oberösterreich         | 01. Jun. 2009    | 735   | Thomas Baum                                        | Walter Bannert            | |
| 22   | Operation Hiob            | Wien, Bratislava       | 04. Jul. 2010    | 767   | Max Gruber                                         | Nikolaus Leytner          | |
| 23   | Glaube, Liebe, Tod        | Wien                   | 29. Aug. 2010    | 769   | Lukas Sturm                                        | Michi Riebl               | |
| 24   | Vergeltung                | Wien                   | 06. Mär. 2011    | 793   | Uli Brée                                           | Wolfgang Murnberger       | Erster Fall mit Bibi Fellner, erster Fall mit Tanja Raunig als Eisners Tochter Claudia                          |
| 25   | Ausgelöscht               | Wien                   | 29. Mai 2011     | 802   | Uli Brée                                           | Harald Sicheritz          | nominiert für den Grimme-Preis 2012, erster Fall mit dem „Inkasso-Heinzi“                                       |
| 26   | Lohn der Arbeit           | Tirol                  | 28. Aug. 2011    | 807   | Felix Mitterer                                     | Erich Hörtnagel           | ohne Adele Neuhauser, da die Folge vor Folge 24 und damit vor Einführung der Rolle „Bibi Fellner“ gedreht wurde |
| 27   | Kein Entkommen            | Wien                   | 05. Feb. 2012    | 827   | Fabian Eder, Lukas Sturm                           | Fabian Eder               | hielt bis 2014 mit 15 getöteten Personen den „Leichenrekord“ aller bisherigen Tatort-Folgen                     |
| 28   | Falsch verpackt           | Wien                   | 25. Mär. 2012    | 832   | Martin Ambrosch                                    | Sabine Derflinger         | Erster Fall mit Manfred Schimpf                                                                                 |
| 29   | Zwischen den Fronten      | Wien                   | 17. Feb. 2013    | 863   | Verena Kurth                                       | Harald Sicheritz          | |
| 30   | Unvergessen               | Kärnten                | 20. Mai 2013     | 874   | Sascha Bigler                                      | Sascha Bigler             | thematisiert das Peršmanhof-Massaker                                                                            |
| 31   | Angezählt                 | Wien                   | 15. Sep. 2013    | 881   | Martin Ambrosch                                    | Sabine Derflinger         | ausgezeichnet mit dem Grimme-Preis 2014                                                                         |
| 32   | Abgründe                  | Wien                   | 02. Mär. 2014    | 902   | Uli Brée                                           | Harald Sicheritz          | angelehnt an die Entführung von Natascha Kampusch                                                               |
| 33   | Paradies                  | Steiermark             | 31. Aug. 2014    | 914   | Uli Brée                                           | Harald Sicheritz          | |
| 34   | Deckname Kidon            | Wien, Niederösterreich | 04. Jän. 2015    | 930   | Max Gruber                                         | Thomas Roth               | |
| 35   | Grenzfall                 | Oberösterreich         | 08. Mär. 2015    | 938   | Rupert Henning                                     | Rupert Henning            | |
| 36   | Gier                      | Niederösterreich       | 07. Jun. 2015    | 950   | Verena Kurth                                       | Robert Dornhelm           | |
| 37   | Sternschnuppe             | Wien                   | 07. Feb. 2016    | 974   | Uli Brée                                           | Michi Riebl               | |
| 38   | Die Kunst des Krieges     | Wien                   | 04. Sep. 2016    | 992   | Thomas Roth                                        | Thomas Roth               | |
| 39   | Schock                    | Wien                   | 22. Jän. 2017    | 1008  | Rupert Henning                                     | Rupert Henning            | |
| 40   | Wehrlos                   | Wien                   | 23. Apr. 2017    | 1020  | Uli Brée                                           | Christopher Schier        | |
| 41   | Virus                     | Steiermark             | 27. Aug. 2017    | 1026  | Rupert Henning                                     | Barbara Eder              | |
| 42   | Die Faust                 | Wien                   | 14. Jän. 2018    | 1043  | Mischa Zickler                                     | Christopher Schier        | |
| 43   | Her mit der Marie!        | Wien                   | 14. Okt. 2018    | 1068  | Stefan Hafner, Thomas Weingartner                  | Barbara Eder              | |
| 44   | Wahre Lügen               | Salzburg               | 13. Jän. 2019    | 1080  | Thomas Roth                                        | Thomas Roth               | Angelehnt an den Todesfall des Karl Lütgendorf                                                                  |
| 45   | Glück allein              | Wien                   | 02. Jun. 2019    | 1097  | Uli Brée                                           | Catalina Molina           | |
| 46   | Baum fällt                | Kärnten                | 24. Nov. 2019    | 1110  | Agnes Pluch                                        | Nikolaus Leytner          | |
| 47   | Pumpen                    | Wien                   | 06. Sep. 2020    | 1136  | Karin Lomot, Robert Buchschwenter                  | Andreas Kopriva           | |
| 48   | Krank                     | Wien                   | 25. Okt. 2020    | 1141  | Rupert Henning                                     | Rupert Henning            | |
| 49   | Unten                     | Wien                   | 20. Dez. 2020    | 1149  | Thomas Christian Eichtinger, Samuel R. Schultschik | Daniel Prochaska          | Letzter Fall mit Thomas Stipsits als Manfred „Fredo“ Schimpf                                                    |
| 50   | Die Amme                  | Wien                   | 14. Mär. 2021    | 1161  | Mike Majzen                                        | Christopher Schier        | Erstausstrahlung am 14. März 2021 im ORF, am 28. März 2021 im Ersten                                            |
| 51   | Verschwörung              | Wien                   | 09. Mai 2021     | 1167  | Ivo Schneider                                      | Claudia Jüptner-Jonstorff | |
| 52   | Alles was Recht ist       | Wien                   | 03. Apr. 2022    | 1196  | Robert Buchschwenter, Karin Lomot                  | Gerald Liegel             | |
| 53   | Das Tor zur Hölle         | Wien                   | 02. Okt. 2022    | 1211  | Thomas Roth                                        | Thomas Roth               | |
| 54   | Was ist das für eine Welt | Wien                   | 26. Feb. 2023    | 1226  | Stefan Hafner, Thomas Weingartner                  | Evi Romen                 | |
| 55   | Azra                      | Wien                   | 29. Mai 2023     | 1239  | Sarah Wassermair                                   | Dominik Hartl             | |
| 56   | Bauernsterben             | Wien                   | 15. Okt. 2023    | 1246  | Lukas Sturm                                        | Sabine Derflinger         | |
| 57   | Dein Verlust              | Wien                   | 10. Mär. 2024    | 1264  | Thomas Christian Eichtinger, Samuel R. Schultschik | Katharina Mückstein       | |
| 58   | Deine Mutter              | Wien                   | 15. Sept. 2024   | 1272  | Franziska Pflaum, Samuel Deisenberger              | Mirjam Unger              | |
| 59   | Messer                    | Wien                   | 13. Apr. 2025    | 1300  | Sarah Wassermair                                   | Gerald Liegel             | |
| 60   | Wir sind nicht zu fassen! | Wien                   | 01. Jun. 2025    | 1304  | Rupert Henning                                     | Rupert Henning            | |